# Rozdrojovice
Rozdrojovice – gmina w Czechach, w powiecie Brno, w kraju południowomorawskim. 1 stycznia 2014 liczyła 941 mieszkańców.